# Mathura

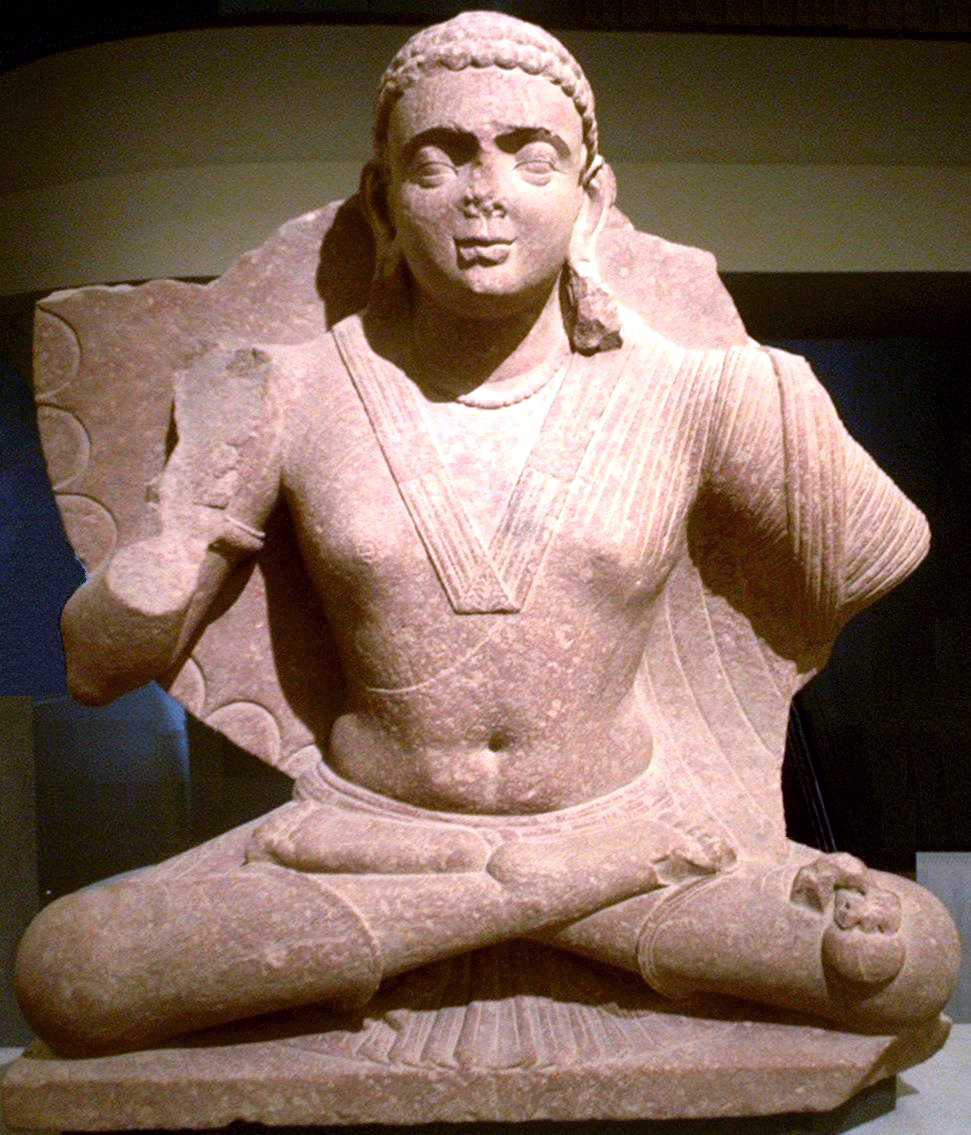
Socha bódhisattvy Maitréji z Mathury, 2. století (Muzeum Guimet)

Mathura (hindsky: मथुरा) je posvátné město v indickém státě Uttarpradéš. Leží přibližně 50 km severně od Ágry a 150 km jižně od Dillí. Mathura je administrativní centrum stejnojmenného okresu. Během období starověku byla relativně důležitým ekonomickým centrem, kudy proudily obchodní karavany. Podle tradice je Mathura místem, kde se narodil Krišna, jemuž zde byl již ve starověku vystavěn chrám. Podle Mahábháraty byla Mathura hlavním městem království Šúraséna, jehož vládnoucí rod Jádavů měl být rodově spřízněn s Krišnou.
Mathura je též známa jako jedna z prvních dvou oblastí, kde se začal zobrazovat Gautama Buddha v lidské podobě (druhou byla Gandhára) a nikoliv pomocí symbolů, jak bylo tehdy zvykem. I přesto, že zobrazování Buddhy začalo v obou oblastech přibližně ve stejné době, podoby jeho ztvárnění byly značně odlišné. Pro gandhárskou oblast byl příznačný vliv řeckého uměleckého slohu, který se projevoval např. v zobrazování Buddhy v antickém suknu, což byl oděv typický pro starověké Řeky naopak v Mathuře tento vliv nebyl znát.

## Historie
Počátky Mathury sahají hluboko do starověku. Během 6. století př. n. l. se Mathura stala hlavním městem Šúrasény. Později bylo město pod nadvládou dynastie Maurjů (4-2. století př. n. l.) a poté Šungů. Přibližně mezi lety 180-100 se Mathura stala součástí Indo-řeckého království. Ještě během 1. století př. n. l. pak město zabrali Skythové. V době dynastie Kušánů, kteří učinili Mathuru jedním ze svých hlavních měst (druhým byl Péšávár). Kušánci až na výjimky přáli buddhismu, sám Kaniška dokonce převzal patronaci nad třetím buddhistickým koncilem.
Megasthenés se ve svém spise ze 3. století př. n. l. zmiňuje o Mathuře jako o velkém městě pod jménem Μέθορα (Méthora). Jedním z hlavních měst Kušánů zůstala Mathura až do třetího století. Když kolem roku 400 navštívil oblast poutník Fa-sien, popisoval město jako buddhistické centrum. Další poutník Süan-cang, který navštívil Mathuru roku 634, píše, že ve městě bylo 24 buddhistických klášterů a pět klášterů bráhmanských. V 11. století bylo město dobyto Mahmúdem z Ghazny, který nechal ve městě zbořit mnoho chrámů. Chrám boha Krišny byl částečně zničen za doby vlády mughalského vládce Aurangzéba, který stavební materiál ze zbořené části chrámu použil na stavbu nové mešity.

## Současnost
Dnešní Mathura se nachází na důležité vlakové i silniční obchodní trase. Známá dálnice z Dillí do Ágry vede skrze Mathuru, čímž je město v dobrém spojení s okolím. V Mathuře se nachází jedna z největších ropných rafinerií v Asii. Dále se ve městě zpracovává stříbro a textil. Město je hinduistickým i buddhistickým poutním místem. Podle údajů z roku 2001 měla Mathura 298 827 obyvatel.